# Saint-Couat-du-Razès
Saint-Couat-du-Razès település Franciaországban, Aude megyében. Lakosainak száma 43 fő (2022. január 1.). Saint-Couat-du-Razès Bouriège, Bourigeole, Castelreng és Saint-Benoît községekkel határos.

## Népesség
A település népessége az elmúlt években az alábbi módon változott:
| Lakosok száma | 44   | 56   | 46   | 54   | 66   | 65   | 51   | 41   | 40   | 43   |
|               | 1968 | 1982 | 1990 | 2006 | 2013 | 2015 | 2017 | 2019 | 2020 | 2022 |